# アブラナ属

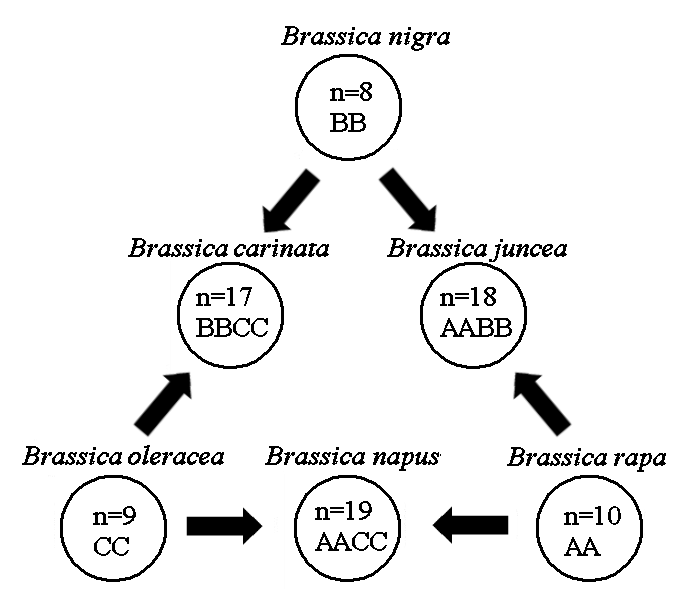
アブラナ属のゲノム進化

アブラナ属（アブラナぞく、Brassica）は、アブラナ科に属する属。所属種は30種ほどであるが、農業や園芸分野ではそれらをもとに多様な栽培品種が作出されている。
利用法も幅広く、葉や茎が野菜、根が香辛料、花は観賞用、種子は香辛料のほか、植物油の重要な原料となる。

## 主な種
アブラナ属植物は、多くが自家受粉しない自家不和合性を持つ虫媒花である。
このため、種間交雑が生じやすい性質を持ち、属間交雑も生じている。
栽培品種では種以外に多数の変種、品種が存在し、分類については変更されたものや、異説が出ているものもある。
- B. barrelieri -
- B. carinata - アビシニアガラシ
- B. elongata -
- B. fruticulosa -
- B. juncea - カラシナ、タカナ、ザーサイ
- B. napus - セイヨウアブラナ、ルタバガ、ナビコール
- B. narinosa - ターサイ（英: Tatsoi、日: 塌菜）
- B. nigra - クロガラシ
- B. nipposinica - キョウナ
- B. oleracea - ヤセイカンラン、ケール、カリフラワー、キャベツ、メキャベツ、コールラビ、ブロッコリー、カイラン、ハボタン
- B. rapa - ブラッシカ・ラパ、アブラナ(在来種)、ミズナ、カブ、ノザワナ、コマツナ、ハクサイ、チンゲンサイ
  - B. campestris - rapa種の旧名
  - B. chinensis または B．pekinensis - B. rapa種に統合（ハクサイなど、中国産野菜が多く含まれていた）
- B. rupestris -
- B. tournefortii - ハリゲナタネ

- シロガラシ属（Sinapis）へ分離されたもの
  - B. alba または B. hirta - シロガラシ
  - B. kaber -
  - B.Raphanus - ダイコン属

ゲノム研究の結果、アブラナ属には遺伝子のセットを1組持つ（モノゲノム）種と、2組持つ複二倍体の種があることが判っている（画像参照）。